# Халецький Михайло Остафійович
Михайло Халецький герба власного — руський боярин, дипломат ВКЛ. Син Остафія Халецького.  
Вперше згадується 1486 року, коли отримав маєтності від великого князя Литовського Казимира Ягеллончика. У грамоті від 24 квітня 1486 року згадується, що йому дали з путивльського мита 6 коп грошей.
Відіграв видатну роль у татарській політиці великого князя Литовського Олександра. Був послом до Великої орди у 1496—1497 та 1500—1501 роках. У 1500 році домігся укладання союзу з Шейх-Ахмадом, ханом Великої орди, скерованого проти великого князівства Московського. Того ж року брав участь у поході Шейх-Ахмада, внаслідок якого Чернігово-Сіверщина, де були
маєтності Халецького, була на певний час повернена до складу великого князівства Литовського. за свої успіхи отримав від великого князя Литовського звільнення маєтності з-під влади князя Можайського, що знаходився у Чернігові.
Втім Олександр Ягеллончик вирішив переорієнтуватися на союз з Кримським ханством, для чого Халецький їздив послом до хана Менґлі I Ґерая. Втім, це зрештою призвело до фактично розриву договору з Великою ордою. Наслідком цього стала втрата захопленої Чернігівщини. 1511 року призначено речицьким намісником (старостою). Помер після 1521 року.

## Родина
- Михайло (д/н— після 1534), овруцький староста
- донька, дружина: 1) Фурси; 2) київського зем'янина Данила Дідовича